# アイン・アル＝アラブ
アイン・アル＝アラブ（ローマ字表記：Ayn al-Arab、عين العرب, ʿAyn al-ʿArab）、またはクルド語でコバニ (Kobanî) あるいはコバネ（Kobanê）は、シリア（シリア・アラブ共和国）北西部の都市で、アレッポ県（県都アレッポ）に属する。
人口は2004年の国勢調査で44,821人。街の人口のほとんどはクルド人で、その他アラブ人 (5%)、トルクメン人 (5%)、アルメニア人 (1%) と続く。シリアのクルド民主連合党 (Kurdish Democratic Union Party, PYD) の指導者で、シリア内戦におけるクルド人側の主要人物でもあるサーリフ・ムスリムはコバニの出身である。

## 名称
アラビア語名は「アラブの泉」を意味するアイン・アル＝アラブ。クルド語名の「コバニ」の由来は不明である。サーリフ・ムスリムは、オスマン帝国時代にバグダード鉄道を建設したドイツ資本の鉄道会社の「会社」（Kompanie, コンパニー）という語が崩れてコバニとなったという民間語源説を紹介している。

## 歴史
オスマン帝国時代の1892年、半農半遊牧のクルド人が住むこの地に小さな村ができた。1912年にはバグダード鉄道が通り、小さな駅ができて労働者が集まった。この時期に駐留していたドイツ人技師は、アラブ・プナル（Arab Punar, トルコ語で「アラブの泉」）と呼ばれるこの村を「ユーフラテス川の東35キロメートルの位置にある小さなクルド人の村」と書いており、家々は泥煉瓦を積んでできていることや、近隣のクルド人部族による鉄道工事襲撃があったことを記録している。
1915年、オスマン帝国によるアルメニア人虐殺を逃れたアルメニア人たちが駅の横に小さな町を作り、近くに暮らしていたクルド人などもこの町に集まってきた。1921年、トルコとシリアの国境がバグダード鉄道沿いに引かれ、町の一部は鉄道の北側のトルコ領となった。現在はシャンルウルファ県のシュリュジュ地区に属するミュルシトプナル (Mürşitpınar) という町になっており、同名の国境検問所がある。
アイン・アル＝アラブの都市基盤は、フランス委任統治領シリアの時代に、フランス統治当局が計画・建設したものが主となっている。今日もフランス時代に建てられた建物が多数現存し使われている。
20世紀半ばまでは多数のアルメニア人が住み、3つのアルメニア教会が建っていたが、1960年代にアルメニア人のほとんどはソビエト連邦領内のアルメニアへと移民して町を去っていった。

### シリア内戦

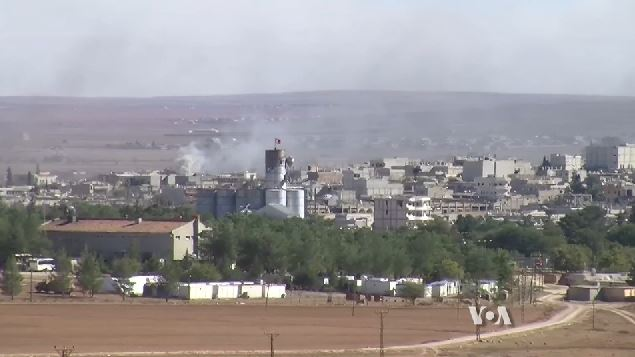
包囲下のコバニ

シリア内戦が起こると、2012年7月19日にアイン・アル＝アラブ（コバニ）から政府軍が撤退し、クルド人の反政府武装勢力クルド人民防衛隊 (People's Protection Units, YPG) が占領した。これ以来クルド人の統治が始まり、YPGやクルド民主連合党のクルド人政治家らはこの周辺の地域をシリアのクルディスタンの一部とみなして自治の確立を模索していた。2014年1月27日にはシリアのクルディスタン（ロジャヴァ）のコバニ地区 (Kobanê Canton) が置かれコバニはその中心地となったが、周囲ではサラフィー・ジハード主義武装勢力ISILの攻勢が始まり、7月2日にはコバニと周囲の農村に対する本格的な攻撃が始まった。2014年9月16日にはISILによる西側と南側からの包囲戦（コバニ包囲戦）が再開され、多くの避難民が出て国際社会による注目が集まった。10月には防衛線があちこちで破られ市街地の多くをISILが掌握した。クルド勢力の中心の一つがISILにより陥落する寸前となり、残っている住民や兵士に対する虐殺の恐れもあるため、アメリカ合衆国を主とする多国籍軍による空爆が行われクルド人への支援が集まった。2015年1月27日、クルド勢力は市街地を完全に奪還した。
2019年10月に発生したトルコのシリア領内への侵攻過程では、クルド人勢力がロシアを仲介役としてシリア政府軍に支援を要請。クルド側がアイン・アル＝アラブを放棄することとなり、同月16日にはシリア政府軍とロシア軍が市内へ進駐した。